# Лицкевич, Татьяна Тихоновна
Татьяна Тихоновна Лицкевич (16 июня 1931 год, деревня Залесье, Новогрудское воеводство, Польша) — доярка экспериментальной базы «Вольно-Чернихово» Брестской областной сельскохозяйственной опытной станции, Белорусская ССР. Герой Социалистического Труда (1966). Депутат Верховного Совета Белорусской ССР.
С 1952 года трудилась телятницей совхоза «Свободно-Чернихово» Барановичского района и с 1963 по 1985 года — дояркой экспериментальной базы «Вольно-Чернихово» Брестской сельскохозяйственной опытной станции Министерства сельского хозяйства БССР в деревне Вольно Городищенского (с 1962 года — Барановичского) района.
Досрочно выполнила производственные задания семилетки по надою молока (1959—1965) и свои личные социалистические обязательства. Указом Президиума Верховного Совета СССР от 22 марта 1966 года за успехи в развитии животноводства, увеличении производства и заготовок сельскохозяйственной продукции удостоена звания Героя Социалистического Труда с вручением ордена Ленина и золотой медали «Серп и Молот».
Избиралась делегатом XXIV съезда КПСС и депутатом Верховного Совета Белорусской ССР.